# Serpis
Le Serpis est un fleuve côtier des provinces d'Alicante et de Valence, dans la Communauté valencienne, au sud-est de l'Espagne.
Il a donné son nom à un journal du matin publié à Alcoy à la fin du XIXe siècle, ainsi qu'à différentes marques de produits, notamment des olives et de l'absinthe. 

## Géographie
Le Serpis naît aux pieds du Parc naturel du Carrascal de la Font Roja, de l'union des ravins de Polop et du Troncal. Il n'existe qu'à l'époque des pluies dans cette partie. Aux environs d'Alcoy, il s'unit, par sa rive gauche, au río Barchell, qui lui, alimenté par les eaux d'une partie de l'aquifère de la sierra de Mariola, coule toute l'année. À partir de là, il est appelé Riquer, ce n'est qu'après avoir reçu, par sa rive droite, les eaux continues bien que de faible débit, du río Molinar, qu'il est appelé Serpis ou rivière d'Alcoy (Riu d'Alcoi en valencien). Il reçoit ensuite, par sa rive droite, les eaux du ravin du Cinc et de la source du Chorrador.
Le Serpis traverse ensuite Cocentaina, où il s'unit, par sa rive droite, au río Frainos, également connu sous le nom de rivière de Penàguila, Alquería de Aznar et Muro de Alcoy. À sa sortie, il reçoit par sa rive gauche les eaux du río de Agres, avant d'arriver à Beniarrés, où se trouve la seule retenue construite sur le fleuve. Après avoir reçu les eaux du ravin de la Encantada, il traverse ensuite Lorcha, entrant dans un impressionnant défilé duquel il ressort à Villalonga, poursuit à Potríes, Beniarjó, Almoines et se jette dans la mer Méditerranée à Gandia, peu après s'être uni à son principal affluent, le
río Vernisa. Ses deux derniers kilomètres sont navigables.

## Hydrologie
Son régime fluvial est méditerranéen, avec un débit maximal en janvier et un débit minimal en août. Il peut avoir de fortes crues en automne, dues aux pluies torrentielles. La crue du 1er octobre 1986 porta son débit à Beniarrés à 770 m3/s. Le 3 novembre 1987 il déborda à Gandia à la suite de pluies de 720 mm en 24 heures. La retenue de Beniarrés, de 30 hm3, sert à réguler son débit et permet l'irrigation des cultures de la comarque de la Safor.

## Faune
Perches soleil, carpes, truites arc-en-ciel et barbeaux, ainsi qu'une espèce locale : le samarugo ou valencia hispanica.